# Tizimín
Tizimín (del maya: ti'tsimín ‘lugar del tapir’) es una ciudad del noreste de Yucatán, en México,  y cabecera del municipio del mismo nombre. Según el censo de 2020 del INEGI, contaba con una población de 52,593 habitantes, siendo la tercera mayor conglomeración urbana yucateca, después de la zona metropolitana de Mérida y Valladolid.
Los territorios circundantes a la ciudad son conocidos como la "zona ganadera de Yucatán". Esta región es considerada clave para el sector primario yucateco, pues en ella se encuentran cerca de las dos terceras partes de la producción ganadera de la entidad.
La ciudad también es considera como el centro proveedor de servicios urbanos de la región noreste de la entidad, pues en ella convergen servicios para las localidades cercanas de Espita, Panabá, Sucilá y Calotmul.
La administración pública del municipio de Tizimín tiene el puntaje más alto del estado de Yucatán en el Índice de Capacidades Funcionales Municipales (ICFM), por lo que es el municipio yucateco con mayor posibilidad de lograr los Objetivos de Desarrollo Sostenible del Programa de las Naciones Unidas para el Desarrollo, incluso por encima del Municipio de Mérida. De acuerdo con las estadísticas publicadas por esta institución, el mayor problema social es la escolaridad promedio, la cual se encontraba en 6.3 años por habitante en 2015.

## Elementos identitarios

### Toponimia
El vocablo Tizimín en lengua maya es traducido como lugar del "tzimin" (tapir), o también, como lugar de la planta así llamada. A la llegada de los españoles a la región se le conocía con el nombre de Te-tzimin-cah o 
Tzimintán. Esto significaría "lugar de Tzimin", es decir, "lugar del Tapir".

### Símbolos
Escudo
El escudo de la ciudad de Tizimín fue adoptado el miércoles 30 de diciembre de 1981, 29 días después de haber sido nombrada ciudad. En el escudo se muestra gráficamente la historia, economía y tradición de la localidad.
El cuerpo del escudo es de contorno irregular y se encuentra dividido en tres cuarteles.
A la izquierda se encuentra el cuartel amarillo oscuro en el que se ve a un árbol frondoso, delante del cual cruza un tapir centroamericano (Tapirus bairdii) caminando sobre un campo de oro, esto representa el origen del nombre de la ciudad, pues en tiempos prehispánicos se encontraban tapires en la región por su rica vegetación y cuerpos de agua, actualmente es considera una especie extinta del lugar debido a las actividades ganaderas.
A la derecha el escudo está dividido en un cuartel superior azul y un cuartel inferior verde; en el cuartel azul se ve la cabeza de un brahman americano, simbolizando la producción ganadera de la región.
En el sector verde se pueden ver tres coronas de reyes que corresponden a los reyes magos de oriente y cuya fiesta se celebra anualmente en la localidad.
Como ornamentos se pueden apreciar a dos plantas de maíz cruzadas por detrás del escudo; en la parte superior lleva una estrella de plata de 5 puntas, y en la parte inferior cinta de plata con una leyenda “TSIMIN” que es el nombre maya de la ciudad.

## Geografía

### Localización
Tizimín se localiza en las coordenadas 21°08′33″N 88°09′53″O / 21.14250, -88.16472 (21.1425, -88.164722). De acuerdo con el censo de 2010, la población tiena una altitud promedio de 20 metros sobre el nivel del mar.
La ciudad se encuentra a una distancia de 1492 km de la Ciudad de México, 197 km de Cancún, 167 km de la ciudad capital del estado, Mérida, 113 km de Izamal, 89 km de Chichén Itzá, 79 km de Chemax, 67 km de Buctzotz, 54 km de Río Lagartos, 50 km de Valladolid, 38 km de Temozón, 36 km de Ek Balam, 27 km de Espita, 24 km de Panabá, 17 km de Sucilá, 14 km de Calotmul, y 46 km de Colonia Yucatán.

### Orografía
En general, la localidad posee una orografía plana, clasificada como llanura de barrera; sus suelos son generalmente rocosos o cementados.

### Hidrografía
El municipio al que pertenece la ciudad se encuentra ubicado en la región hidrológica Yucatán Norte. Sus recursos hidrológicos son proporcionados principalmente por corrientes subterráneas; las cuales son muy comunes en el estado.

### Clima
Predomina el clima cálido subhúmedo con lluvias regulares en verano. La temperatura media anual es de 25,3 °C, la máxima se registra en el mes de mayo y la mínima se registra en enero. Calman los calores las brisas marinas y los vientos del sur y del oeste. 
Las lluvias orientales caen en la época de junio a octubre y son aprovechadas por los campesinos, ya que ellas riegan sus milpas. Lo mismo, cuando soplan los nortes caen aguaceros y constantes lluvias.
Entre los meses de junio a noviembre, Tizimín, por su situación geográfica, es una ciudad susceptible a ser afectada por los huracanes. Desde la segunda mitad del siglo XX, la localidad ha sido afectada por el Huracán Charlie (1951), Huracán Inés (1966), el Huracán Beulah (1967), el Huracán Gilberto en 1988, el Huracán Isidoro en 2002 y en 2005 por el Huracán Emily y el Huracán Wilma, con tan solo tres meses de diferencia. De acuerdo con el "Atlas de peligros por fenómenos naturales del estado de Yucatán", Tizimín es el único municipio del estado que tiene probabilidades de recibir un huracán de categoría V en la Escala de huracanes de Saffir-Simpson, pues históricamente solo en esta zona se han registrado vientos de tal categoría.
| Parámetros climáticos promedio de Tizimín | Parámetros climáticos promedio de Tizimín | Parámetros climáticos promedio de Tizimín | Parámetros climáticos promedio de Tizimín | Parámetros climáticos promedio de Tizimín | Parámetros climáticos promedio de Tizimín | Parámetros climáticos promedio de Tizimín | Parámetros climáticos promedio de Tizimín | Parámetros climáticos promedio de Tizimín | Parámetros climáticos promedio de Tizimín | Parámetros climáticos promedio de Tizimín | Parámetros climáticos promedio de Tizimín | Parámetros climáticos promedio de Tizimín | Parámetros climáticos promedio de Tizimín |
| Mes                                       | Ene.                                      | Feb.                                      | Mar.                                      | Abr.                                      | May.                                      | Jun.                                      | Jul.                                      | Ago.                                      | Sep.                                      | Oct.                                      | Nov.                                      | Dic.                                      | Anual                                     |
| ----------------------------------------- | ----------------------------------------- | ----------------------------------------- | ----------------------------------------- | ----------------------------------------- | ----------------------------------------- | ----------------------------------------- | ----------------------------------------- | ----------------------------------------- | ----------------------------------------- | ----------------------------------------- | ----------------------------------------- | ----------------------------------------- | ----------------------------------------- |
| Temp. máx. abs. (°C)                      | 36.5                                      | 38                                        | 41                                        | 41                                        | 42                                        | 40                                        | 39                                        | 39.5                                      | 41                                        | 39.3                                      | 38                                        | 35.6                                      | 42                                        |
| Temp. máx. media (°C)                     | 28.9                                      | 30.3                                      | 32.2                                      | 34.2                                      | 35.2                                      | 33.8                                      | 33.5                                      | 33.8                                      | 32.9                                      | 31.2                                      | 30.2                                      | 28.9                                      | 32.1                                      |
| Temp. mín. media (°C)                     | 15                                        | 15.2                                      | 16.7                                      | 18.3                                      | 20.4                                      | 21.1                                      | 20.8                                      | 20.8                                      | 20.6                                      | 19.4                                      | 17.7                                      | 15.5                                      | 18.5                                      |
| Temp. mín. abs. (°C)                      | 4                                         | 4                                         | 5.7                                       | 6.5                                       | 13.5                                      | 15                                        | 15.5                                      | 17                                        | 17                                        | 10                                        | 7                                         | 4.8                                       | 4                                         |
| Precipitación total (mm)                  | 49.4                                      | 41.2                                      | 45.7                                      | 59.1                                      | 111.6                                     | 156.1                                     | 210.4                                     | 168.5                                     | 216.5                                     | 127.9                                     | 52.9                                      | 57.4                                      | 1293.7                                    |
| Días de precipitaciones (≥ 1 mm)          | 4.5                                       | 4.1                                       | 3.1                                       | 2.9                                       | 7                                         | 12.1                                      | 14.1                                      | 13.7                                      | 14.8                                      | 10.2                                      | 5.7                                       | 4.3                                       | 96.5                                      |
| Fuente: Servicio Meteorológico Nacional.  |                                           |                                           |                                           |                                           |                                           |                                           |                                           |                                           |                                           |                                           |                                           |                                           |                                           |

## Historia

### Época prehispánica

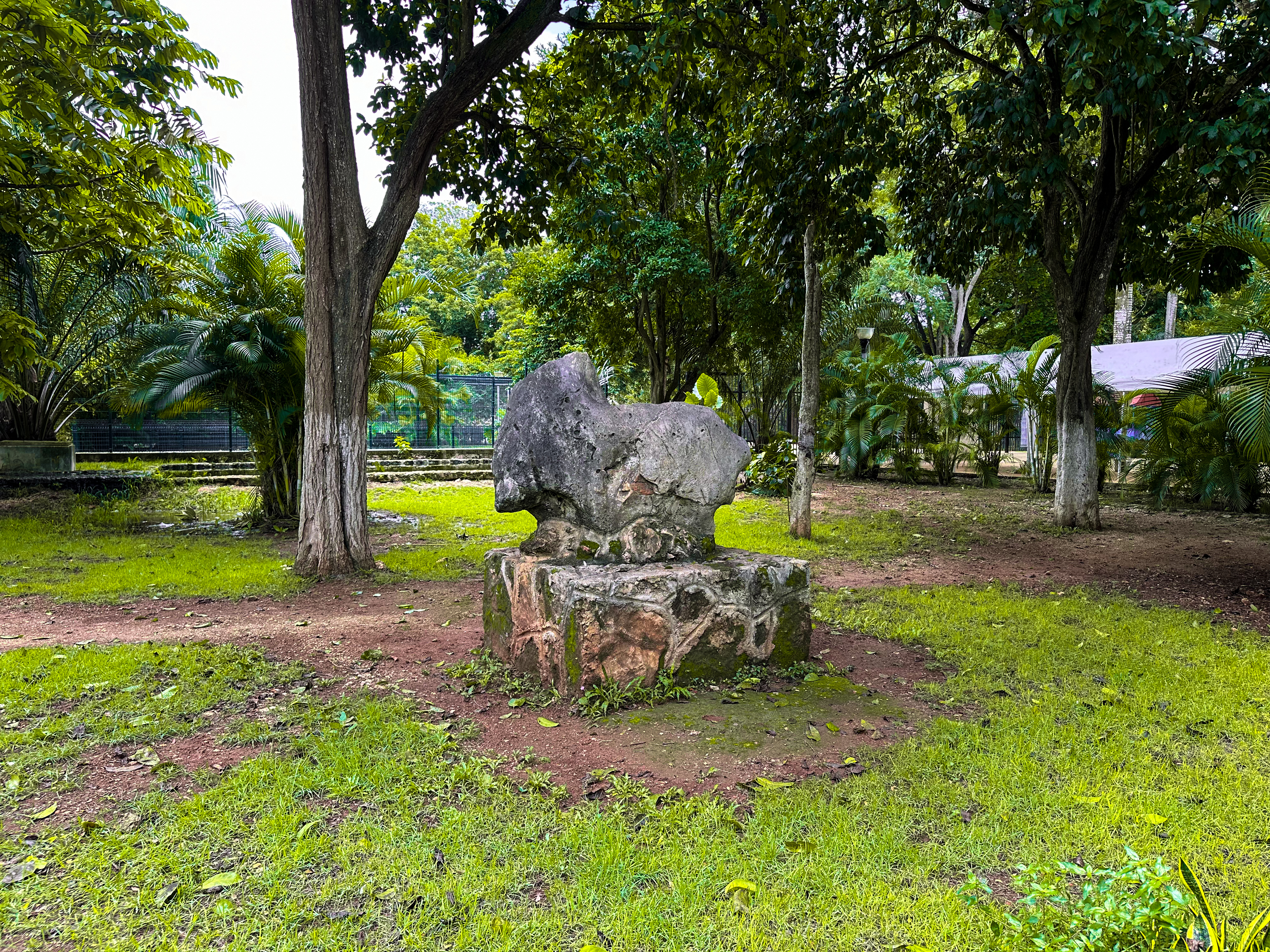
Escultura de X'Huencal.

El sitio que hoy ocupa Tizimín formaba parte, en tiempos prehispánicos, de la provincia maya de los Cupules. Se piensa, debido a su etimología, que en sus comienzos la población se situó en el lugar actualmente conocido como X'Huencal, donde se encuentra una escultura de piedra bastante deteriorada de un tapir. La actual localización de la ciudad ha sido habitada desde hace más de 4200 años, según los vestigios encontrados y constatados por el Instituto Nacional de Antropología e Historia.
Gracias a los escritos del fraile Andrés Avendaño y Loyola, se sabe que había peregrinaciones anuales a esta localidad por parte de la población maya, para rendir culto a las tres deidades principales que simbolizaban la vida y los elementos fundamentales para su reproducción cultural como pueblo, estas deidades eran Yum Chac (dios de la lluvia), Yum Kaxx (dios del campo) y Yum Ik (dios del aire), a los cuales se les tributaba en un montículo donde, ya en tiempos coloniales, se erigió el templo parroquial. Posteriormente, con  la colonización europea de América, los frailes católicos sustituyeron a las anteriores deidades mayas por los tres reyes magos de la tradición cristiana, explicando a los indígenas mayas que, tras haber sufrido una transmutación, se trataban de las mismas deidades con nombres y hasta un color de piel diferente.

### Época virreinal

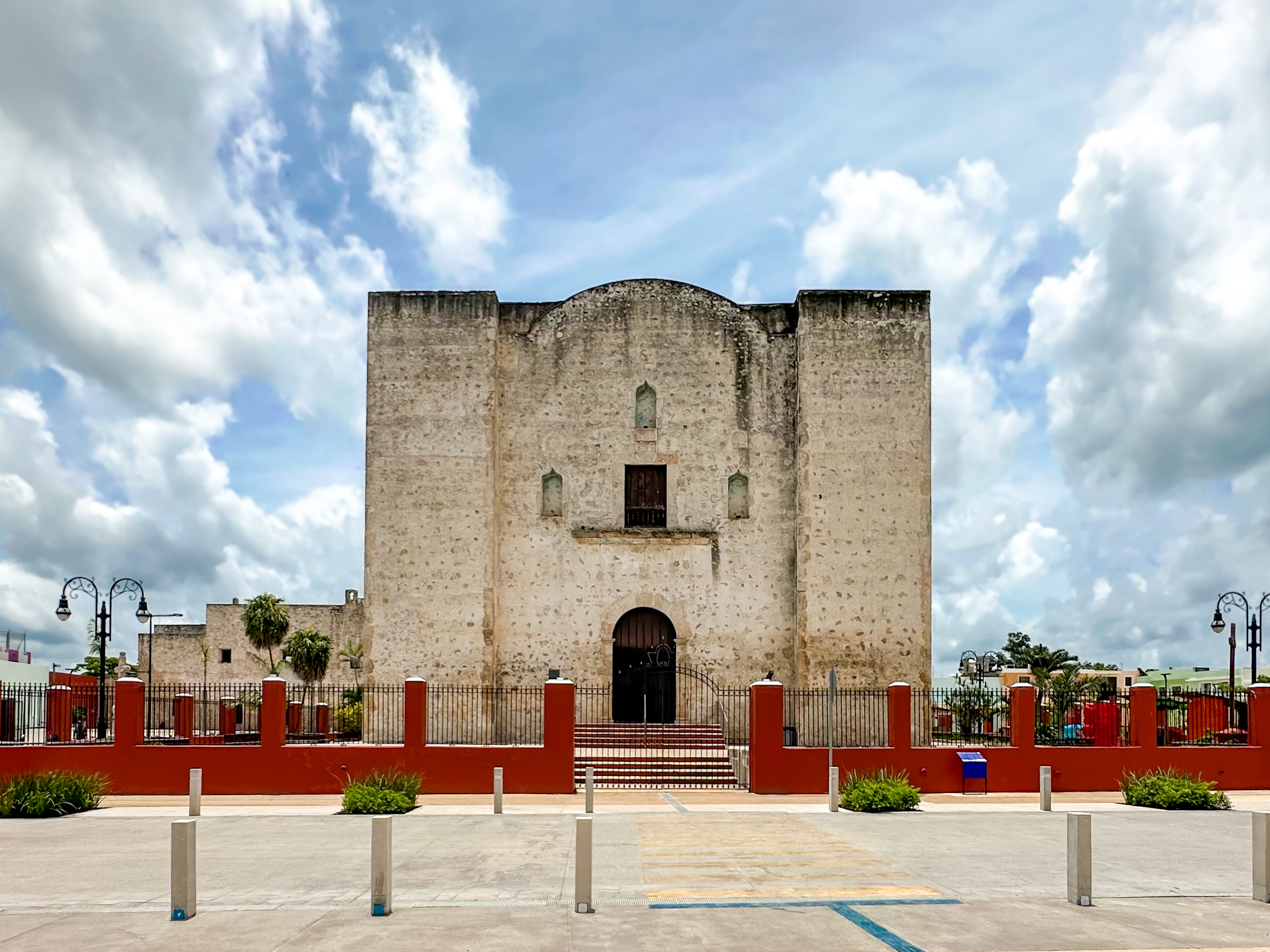
Templo franciscano de la ciudad.

La fecha de la fundación del Tizimín prehispánico se desconoce, sin embargo, se sabe que hacia el año 1544 el capitán Sebastián Burgos conquistó para la Corona Española este territorio estableciendo la población con el nombre actual. El primer dato fidedigno que se tiene sobre la situación geográfica se obtuvo en 1563 cuando los frailes franciscanos escogieron este punto para levantar un convento. Más tarde se construyó la iglesia actual en 1666 luciendo una campana del siglo XIII traída desde España.
Al igual que en toda la península, en Tizimín se estableció el sistema conocido como encomienda, mismo que prevaleció durante toda la época virreinal. A finales del siglo XVIII, el Rey Carlos IV de España y de las Indias, mandó desde Santo Domingo al entonces pueblo de Tizimín más de un centenar de esclavos desde dicha isla, para fundar lo que sería la colonia de San Fernando Aké al norte de la actual ciudad. Estos esclavos gozaron de privilegios reales, y por la lealtad mantenida a la Corona fueron recompensados con tierras y víveres a principios del siglo XIX.

### SigloXIX
Durante el México independiente del siglo XIX, la ciudad tuvo un movimiento revolucionario que comenzó el 29 de mayo de 1839, cuando Santiago Imán, apoyado por Sebastián Molas, José María Vergara y Pastor Gamboa, dirigió un movimiento que proclamaba el restablecimiento federal en la República, ante la imposición del gobierno centralista del presidente Antonio López de Santa Anna.
A mediados del siglo XIX fue hallado en la localidad el Chilam Balam de Tizimín, manuscrito maya que contenía predicciones agrícolas y meteorológicas.

### SigloXX

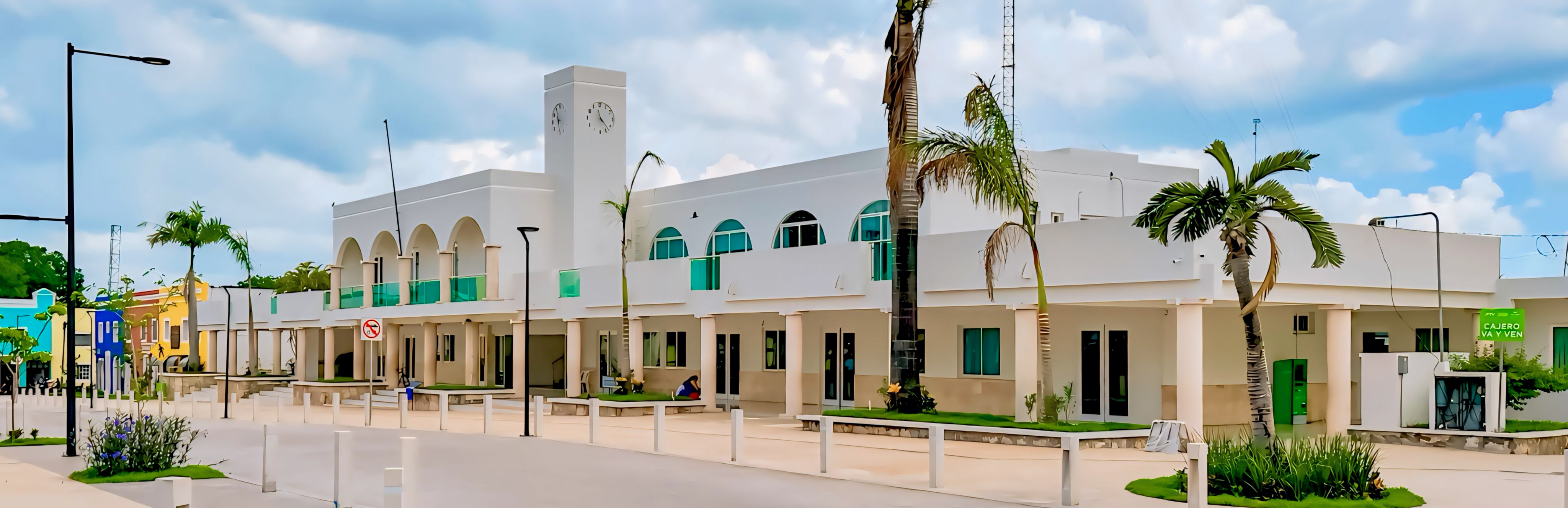
El palacio municipal de Tizimín fue incendiado en 1972 y reconstruido.

En 1913, por primera vez, un ferrocarril llegó a la ciudad.
En 1972 fue incendiado el palacio municipal, por un grupo de personas que se oponían al cambio de sede de la plaza de toros y a la construcción del Parque Benito Juárez en el asentamiento donde solía estar dicho recinto taurino, tomando por asalto el edificio sede del municipio y prendiéndole fuego. El 28 de febrero de 1975 se abrió al público el Parque Zoológico La Reina, tras la primera visita a México de la monarca Isabel II del Reino Unido, quien inauguró dicho recinto. El 10 de julio de 1976 fue fundado el Instituto Tecnológico de Tizimín.
El 1 de diciembre de 1981, por el decreto número 496 en su artículo único, se concedió el cambio político de ciudad al entonces pueblo de Tizimín.

### SigloXXI
En el año 2000, la Universidad Autónoma de Yucatán estableció un campus en la ciudad, actualmente con el nombre de Unidad Multidisciplinaria Tizimín, donde se imparten las licenciaturas de educación, enfermería, ciencias de la computación, y contaduría, aumentando la presencia de la máxima casa de estudios en el interior del estado.
En mayo de 2011 el alcalde municipal firmó un tratado de hermanamiento con la ciudad estadounidense de Evansville, Indiana.

## Política

### Municipio de Tizimín

Mapa topográfico del municipio de Tizimín.

La ciudad de Tizimín es la cabecera municipal del municipio de Tizimín, uno de los 106 municipios de Yucatán, mismo que se encuentra al oriente del estado y ocupa una superficie total de 3746,98 km².
En el ámbito político, pertenece al X Distrito Electoral Estatal de Yucatán del cual es la cabecera distrital, y al I Distrito Electoral Federal de Yucatán con sede en Valladolid.
En el 2010, el municipio tenía una población de 73 135 habitantes, alrededor del 60% de ellos en la cabecera municipal.

### Ayuntamiento
La ciudad ha tenido 31 presidentes municipales en el periodo que va de 1941 hasta 2027.

## Demografía
La ciudad fue la segunda mayor ciudad, luego de Mérida durante la década de 1990. En el año 2000 pasó a ser la tercera ciudad más poblada, pues fue superada por Progreso. En el año 2010 fue la cuarta ciudad más poblada, por detrás de Mérida, Kanasín y Valladolid, pero superando nuevamente a Progreso.
El rápido crecimiento de la zona metropolitana de Mérida, ha llevado a que las localidades conurbadas de esta zona tengan un crecimiento exponencial a comparación de las localidades del interior del estado, tomando esto en cuenta, Tizimín es la tercera conglomeración urbana más poblada del estado, luego de la zona metropolitana de Mérida y Valladolid.
Según el censo de 2010 realizado por el INEGI, la población de la localidad era de 46 971 habitantes, el 63,47% de la población municipal; de los cuales 22 944 eran hombres y 24 027 mujeres. Según CONAPO, se espera una población de 49 855 en 2013. En la población habitaban, en 2010, un total de 12 979 personas que hablan alguna lengua indígena, principalmente el maya yucateco.
De acuerdo con el censo 2020 del INEGI, la población de Tizimín alcanzó los 52,593 habitantes.

## Servicios públicos

### Educación

#### Panorama educativo
| Población por escolaridad | Población por escolaridad | Población por escolaridad | Población por escolaridad | Población por escolaridad |
| ------------------------- | ------------------------- | ------------------------- | ------------------------- | ------------------------- |
| Grado académico           | Grado académico           |                           | Porcentaje                | Porcentaje                |
| Sin escolaridad           | Sin escolaridad           |                           | 9.7 %                     | 9.7 %                     |
| Básica                    | Básica                    |                           | 58.8 %                    | 58.8 %                    |
| Media superior            | Media superior            |                           | 19.2 %                    | 19.2 %                    |
| Educación superior        | Educación superior        |                           | 12.2 %                    | 12.2 %                    |
| Fuente: INEGI (2020)      |                           |                           |                           |                           |

Tizimín tenía un total de 3 406 analfabetas mayores de 15 años en el año 2020, por lo que el índice de alfabetización de la ciudad era de 91.17% en este sector de la población.
La ciudad cuenta con numerosas instituciones educativas públicas encargadas de la educación básica, media superior y superior, al igual que con instituciones privadas de los mismos niveles. La mayoría de estas escuelas pertenecen al gobierno federal. La ciudad cuenta con 14 preescolares, 16 primarias, 6 secundarias y 7 bachilleratos en los que se distribuyen 12 970 alumnos y 653 maestros; además hay un total de 4 universidades.

#### Educación superior

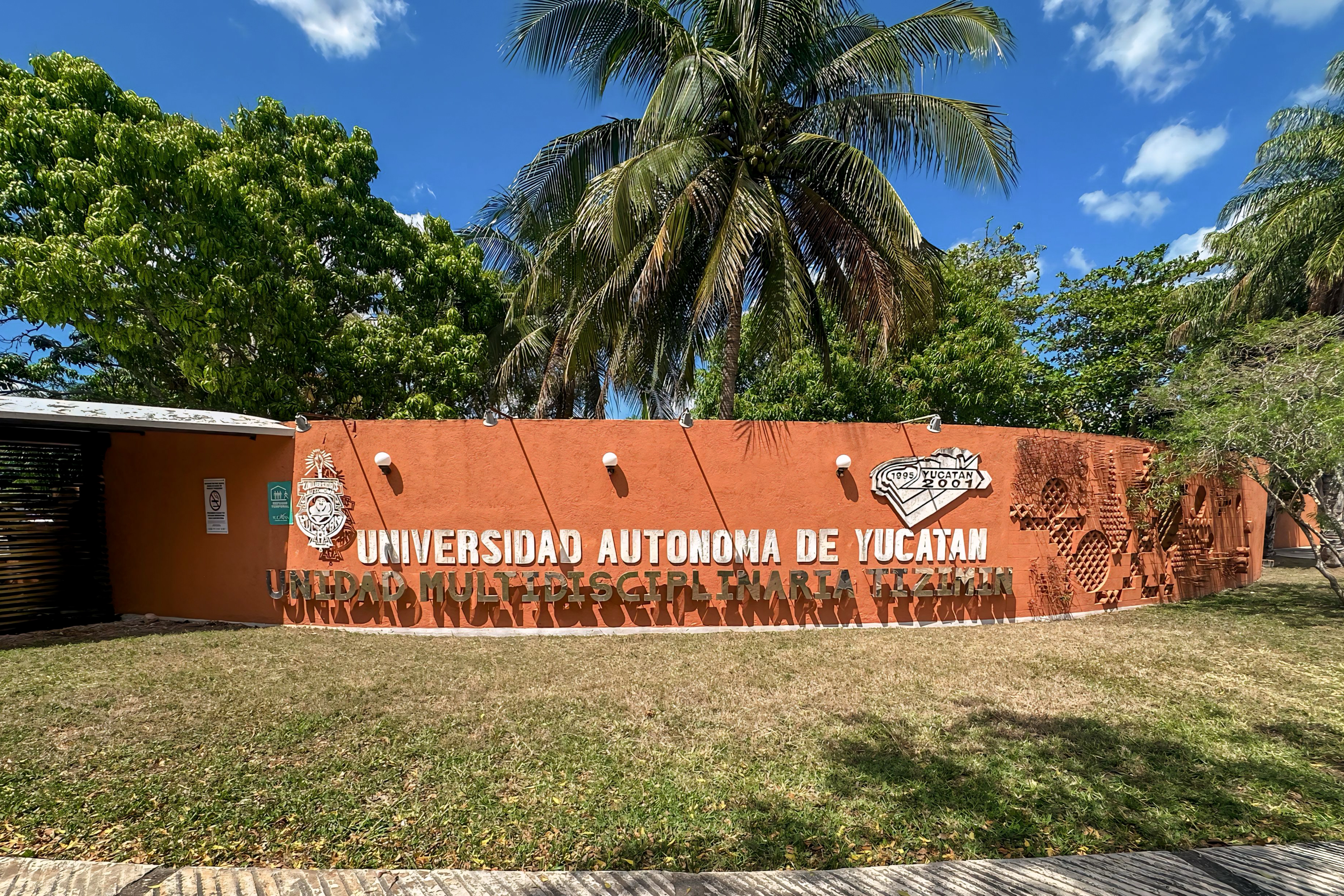
Unidad Multidisciplinaria Tizimín.

El 10 de julio de 1976 fue fundado el Instituto Tecnológico de Tizimín, parte del Tecnológico Nacional de México. Actualmente imparte los grados universitarios de: ingeniería en agronomía, ingeniería en gestión empresarial, ingeniería informática, licenciatura en administración y licenciatura en biología.
La Universidad Autónoma de Yucatán, máxima casa de estudios del estado, tiene una sede en la ciudad. Fue inaugurada el 27 de noviembre del 2000, por el entonces presidente Ernesto Zedillo. El campus se denomina Unidad Multidisciplinaria Tizimín y cuenta con las licenciaturas de educación, ingeniería de software, contador público y enfermería.
En la ciudad se encuentra la UNID Campus Tizimín, universidad privada que ofrece las siguientes licenciaturas: administración, contabilidad, derecho, educación, educación física, mercadotecnia, psicología.
El Centro Educativo Universitario Siglo XXI (CEUNIV) tiene una sede en la ciudad y oferta las siguientes licenciaturas: administración de empresas, contabilidad y finanzas, derecho, trabajo social, pedagogía.

### Salud

#### Panorama epidemiológico
Los principales tipos de fracturas atendidos en el Hospital General San Carlos en 2021 fueron: fractura de radio (25%), tibia (15%) y cúbito (11%), los cuales fueron causados en su mayoría por accidentes. La edad media de estos casos es de 35 años y el predominio de los pacientes es masculino.

#### Sector público

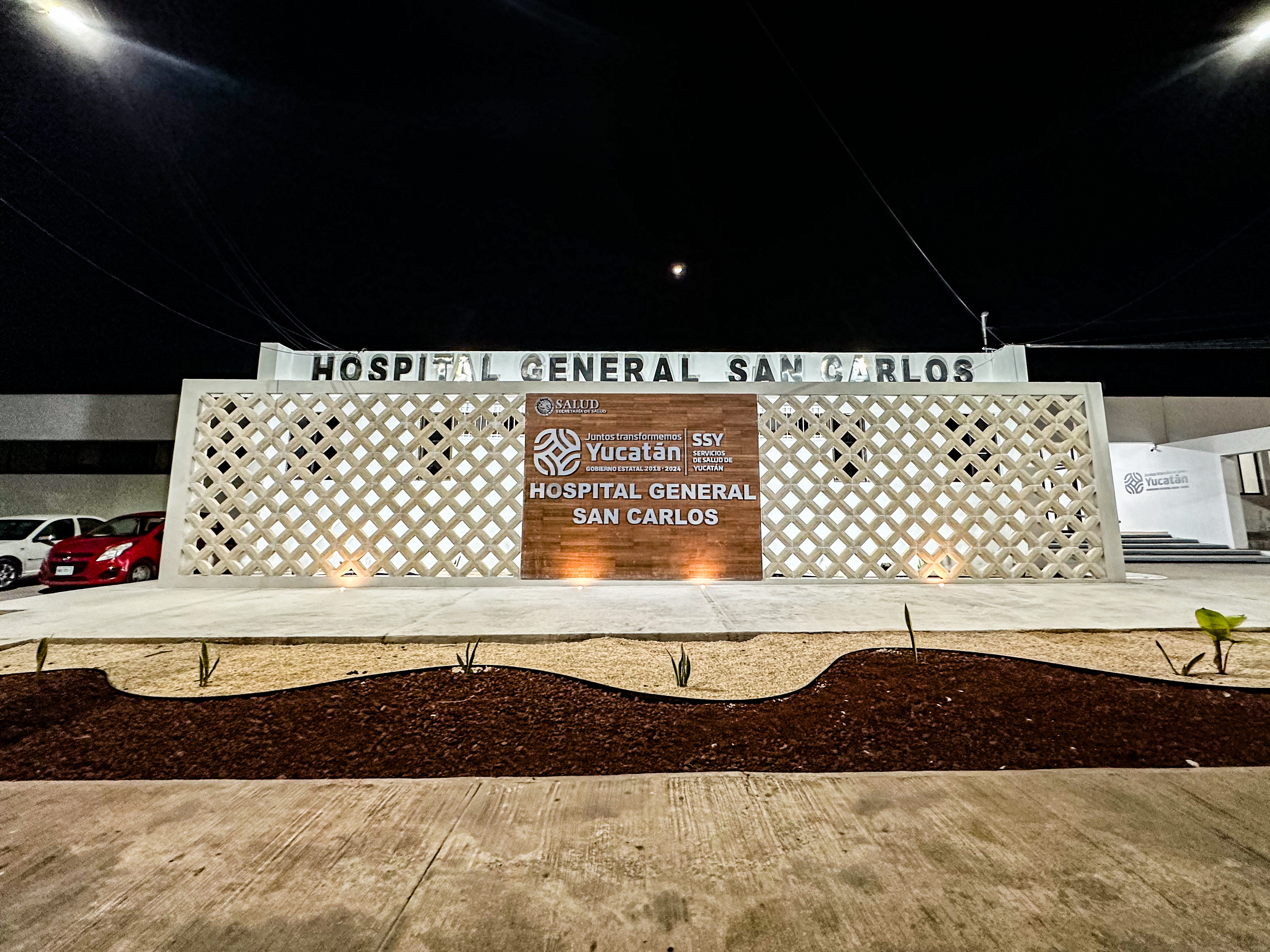
Hospital General San Carlos.

Según los Servicios de Salud de Yucatán (SSY), la ciudad se encuentra en la Jurisdicción Sanitaria N.º 2.
En la ciudad existe un centro de salud, una unidad del Instituto Mexicano del Seguro Social (IMSS), un hospital del Instituto de Seguridad y Servicios Sociales de los Trabajadores del Estado (ISSSTE), y un hospital público que lleva por nombre Hospital General San Carlos, para abastecer a toda la población de la ciudad.
En 2018, el senador Daniel Ávila propuso la creación de un hospital de segundo nivel del IMSS en la ciudad, esta propuesta fue turnada a las autoridades sanitarias para su análisis y elaboración del proyecto.

#### Sector privado
La ciudad cuenta con una clínica de hemodiálisis.

### Seguridad

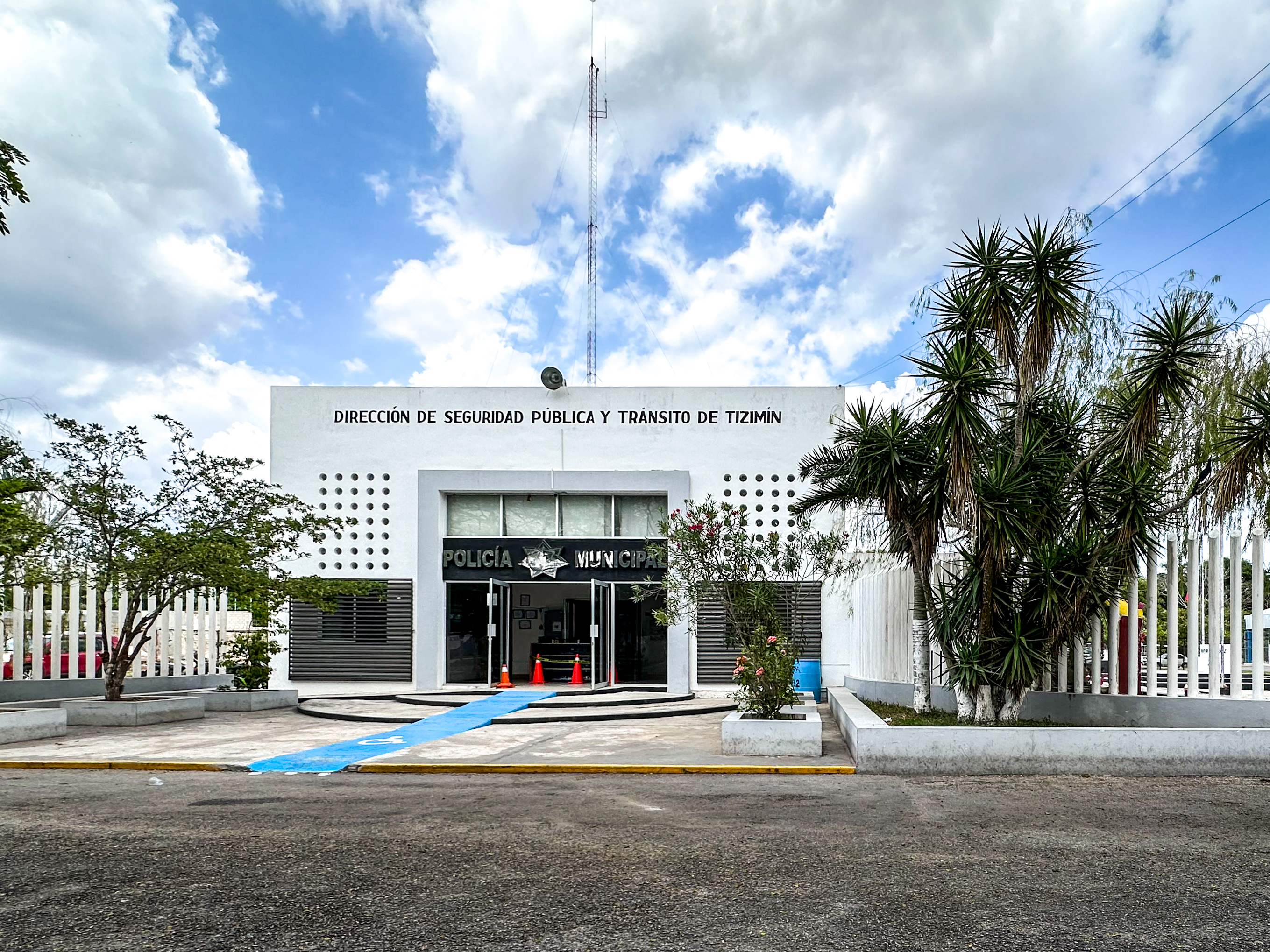
Cuartel Morelos.

La Policía Municipal de Tizimín es el organismo encargado de la seguridad pública de la comuna. Tiene su sede en el Cuartel Morelos, ubicado en la periferia del Aeropuerto Nacional Cupul. La Policía Municipal cuenta con alrededor de 200 elementos, de los cuales el 30% son mujeres.
La Policía Estatal tiene sede en el periférico de la ciudad, en la cual se tienen vehículos de emergencias, bomberos, y desde donde se han gestionado traslados aéreos de pacientes desde el Hospital General San Carlos al Hospital General Agustín O'Horán. Las licencias de conducir estatales no son expedidas en este centro de seguridad, sin embargo, pueden ser renovadas en la Ventanilla Única Estatal, ubicada a un costado del Parque Zoológico La Reina.
La Guardia Nacional tiene una sede en la ciudad, pues se considera al municipio de Tizimín como un sitio de interés para garantizar la seguridad del estado, debido a su frontera con Quintana Roo.

## Economía
La población económicamente activa de la localidad era de 17 764 habitantes en el año 2010, de estos, 12 191 eran hombres y 5573 mujeres. Sin embargo, solo 17 381 personas se encontraban ocupadas, siendo 11 875 hombres y 5506 mujeres.

### Sector primario

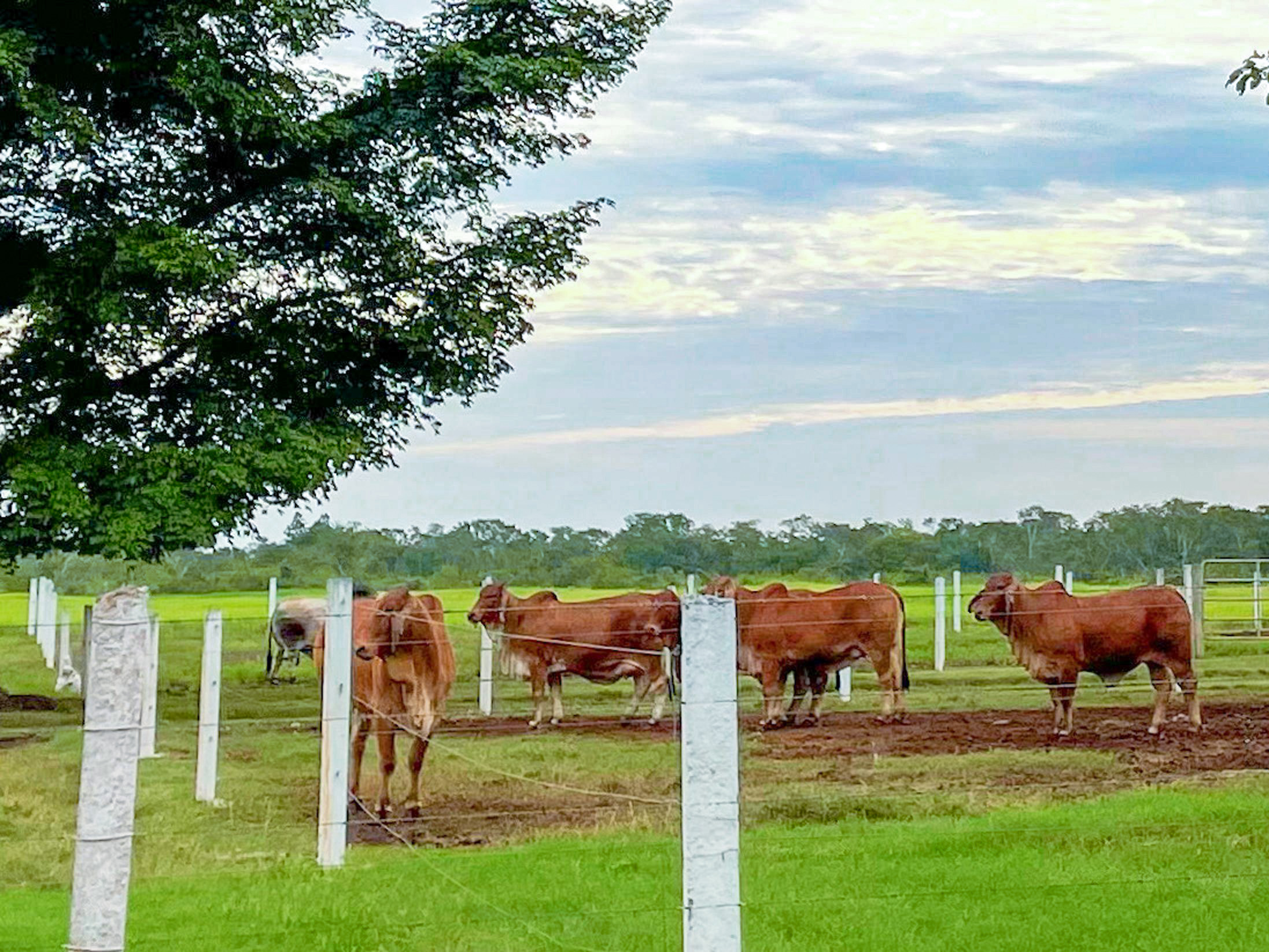
Ganado bovino en las afueras de Tizimín.

El sector primario engloba a la agricultura, la pesca y la ganadería. En la década de 1990 la ciudad vio un rápido crecimiento económico con la ganadería como principal fuente de empleo, lo que la convirtió en la segunda mayor aglomeración urbana del estado, solo después de Mérida, y en el refugio de cientos de campesinos maiceros y henequeneros que acudían a trabajar por temporadas en los ranchos tizimileños. La ganadería en la región de los alrededores de la ciudad ha hecho de sí misma la zona ganadera más productiva del estado y una de las más dinámicas de la península de Yucatán.
El rápido crecimiento de la ganadería tizimileña provocó el aumento de la producción primaria de los municipios vecinos, formando la región ganadera de Yucatán, en donde se encuentran los municipios de Buctzotz, Calotmul, Cenotillo, Dzilam González, Espita, Panabá, Río Lagartos, San Felipe y Sucilá que para 1998 albergaba a las dos terceras partes de las cabezas de bovinos del estado. Sin embargo, el uso extensivo de praderas en la región ha deteriorado el ambiente y los suelos por lo que se ha pensado en buscar alternativas que permitan coexistir la biodiversidad.
En el ramo de la agricultura, el territorio cercano a la ciudad tiene importantes plantaciones de maíz, trigo y jatropha, así como invernaderos dedicados a la producción de papaya.

### Sector secundario
El sector secundario engloba todo lo relativo a la industria. En el interior de la ciudad existe una planta refinadora de sal de mesa con tecnología de punta, desde la cual se envía la producción hacia el interior del país vía autotransporte y por ferrocarril. También, los pequeños productores tizimileños, hacen de la ciudad una las localidades con mayor producción de artículos de piel del estado, junto con las localidades de Mérida, Valladolid, Hunucmá y Espita.

### Sector terciario

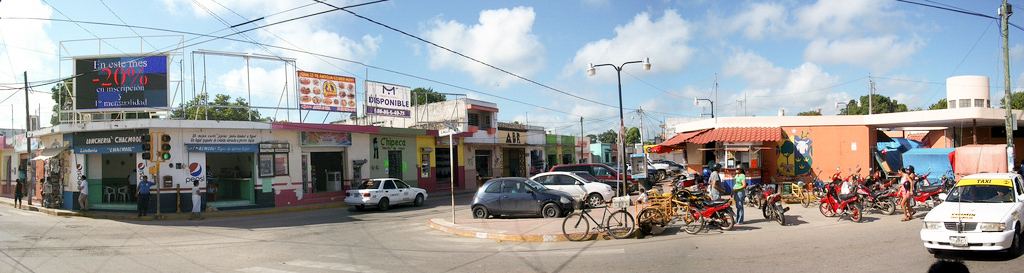
Mercado de Tizimín.

El sector terciario engloba todas aquellas actividades económicas que no producen bienes materiales de forma directa, sino servicios que se ofrecen para satisfacer las necesidades de la población. En el municipio de Tizimín, al cual pertenece la ciudad, este sector es el de mayor aporte en materia de empleo.
El Reglamento de Mercados del Municipio de Tizimín rige el funcionamiento de los mercados y el comercio dentro la jurisdicción municipal y la ciudad. El Mercado de Tizimín es el único administrado por el ayuntamiento y se ha propuesto la creación de un segundo asentamiento de igual magnitud en el interior de la ciudad.

#### Turismo

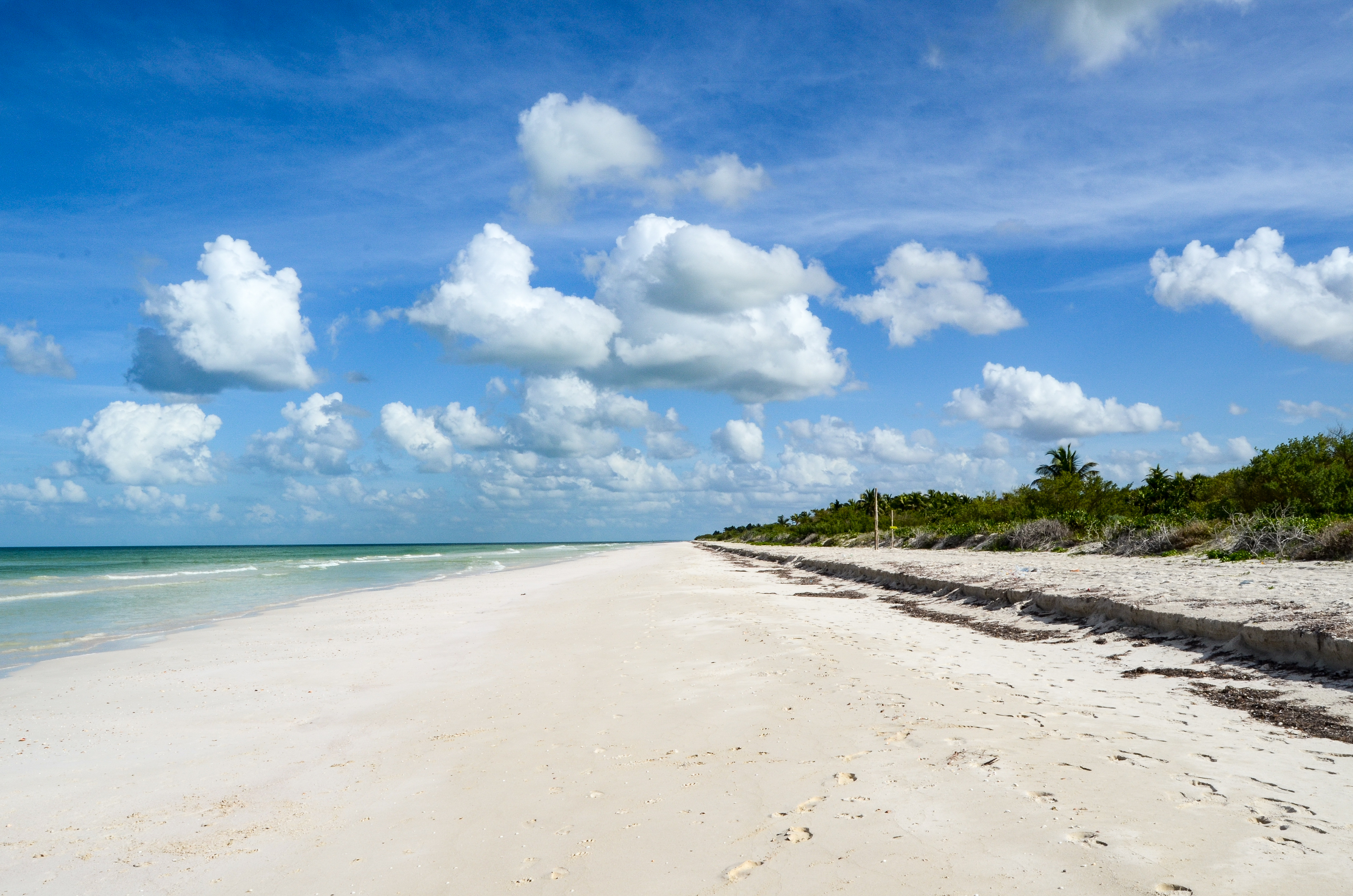
El Cuyo es parte del municipio de Tizimín y se localiza a 85 km de la ciudad.

La localización de la ciudad es estratégica para el turismo, pues se encuentra a 160 km la capital yucateca, Mérida, y a 190 km de la ciudad con mayor dinamismo de la península de Yucatán, Cancún.
Entre los sitios de interés presentes en la ciudad destacan la antigua estación de ferrocarriles de principios del siglo XX; el cenote e iglesia de Kikil, al norte de la ciudad; el exconvento y parroquia de los Santos Reyes del siglo XVII; Las Catacumbas, cuevas en las cuales artesanos de la ciudad recrean imágenes y figuras populares y de animales; el Parque Zoológico Botánico La Reina, nombrado así, en honor a la Reina Isabel II de Inglaterra, quien lo inauguró el 28 de febrero de 1975, en su visita a la ciudad; y el yacimiento arqueológico de Kulubá, cercano a la ciudad.
Además, la ciudad ofrece algunos establecimientos comerciales como discotecas, restaurantes, cines, bares, hoteles, cafeterías, supermercados y tiendas de autoservicio.

## Ciencia y tecnología

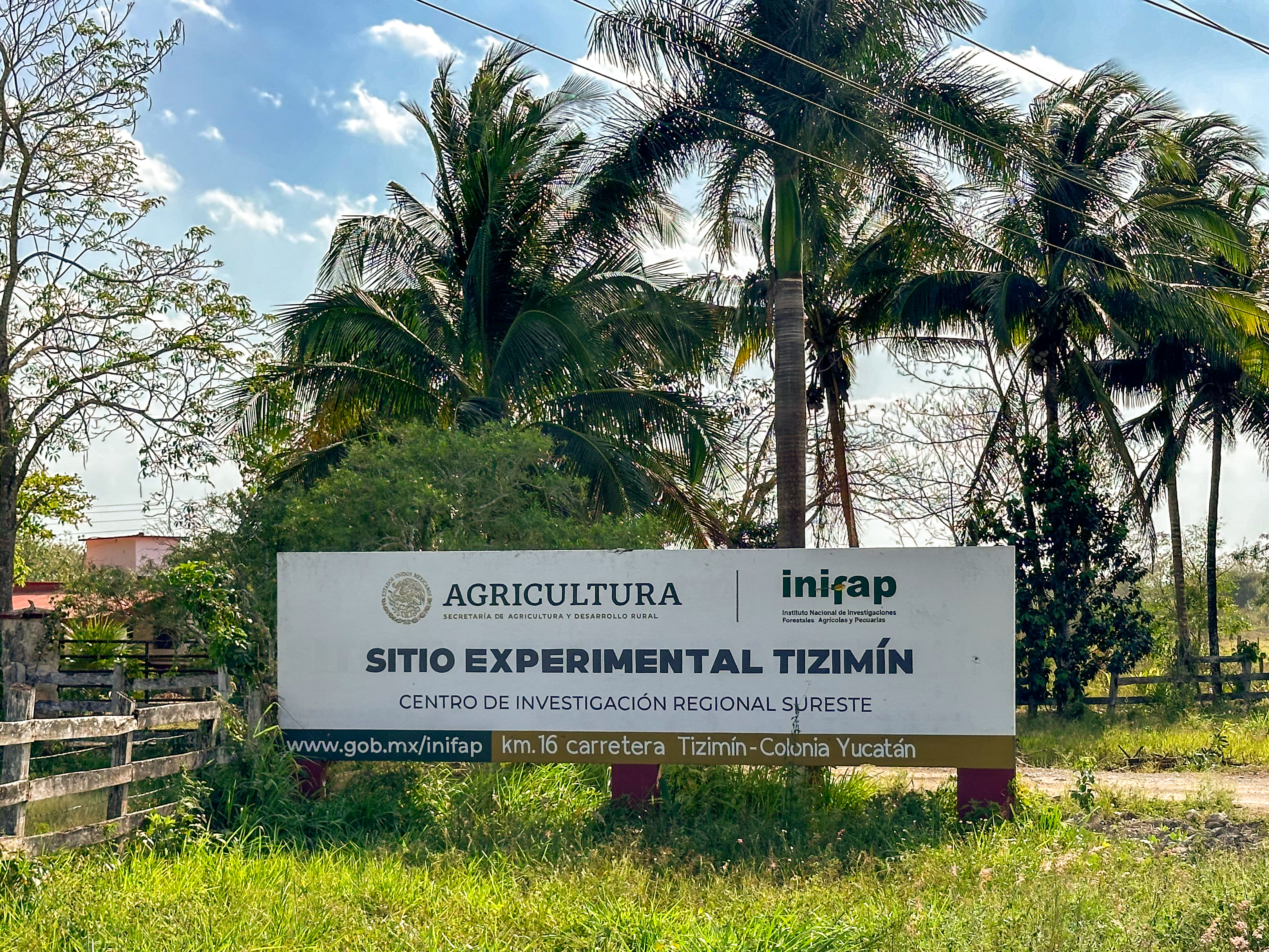
Sitio experimental Tizimín, del INIFAP.

Por su importante actividad agropecuaria y agrícola en el estado, la ciudad contribuye notablemente al desarrollo científico y tecnológico en el sector primario. La investigación se ha considerado como el sector cuaternario, pues de ella derivan mejoras en los medios de producción de los demás sectores.
El Instituto Nacional de Investigaciones Forestales, Agrícolas y Pecuarias tiene presencia en el municipio con el Sitio Experimental de Tizimín, ubicado en el kilómetro 16 de la carretera de Tizimín a Colonia Yucatán. En este sitio experimental se llevan a cabo investigaciones sobre las condiciones idóneas de los cultivos, así como el mejoramiento genético de los mismos, como es el caso de las semillas mejoradas del maíz “Sac Beh” (blanco) el cual tiene un alto valor proteínico y un rendimiento superior al grano tradicional.
El 13 de noviembre de 2023 se inauguró el Centro Integral de Mejoramiento Genético por el gobernador Mauricio Vila, el cual se dedica a la investigación y experimentación para la mejora genética de la producción ganadera.

## Infraestructura

### Transporte

#### Aeropuerto
La ciudad cuenta con un aeropuerto de aviación general, que tiene las medidas que rigen en la Secretaría de Comunicaciones y Transportes. El Aeropuerto Nacional Cupul se construyó meses antes de la llegada de la Reina Isabel II del Reino Unido. En la actualidad solo es utilizada cuando se realizan fumigaciones por plagas por parte del de sanidad vegetal. Debido a su falta de mantenimiento no es apto para uso de aeropuerto ni aeródronomo.

#### Carreteras
La comunicación entre la ciudad y Mérida, pasando por Sucilá y Buctzotz, se da gracias a la Carretera Federal n.º 176, con capacidad de dos carriles y 10 metros de ancho. Al norte, se permite la comunicación con Río Lagartos y Panabá gracias a la Carretera Federal n.º 295 de dos carriles y 6 metros de ancho; esta misma carretera atraviesa la ciudad de norte a sur y la comunica con Valladolid, pasando en su trayecto por Calotmul y Temozón, siendo una carretera de 10 metros.
Existe un camino que une a la ciudad con Espita, actualmente en calidad de brecha, no transitable por vehículos; este camino permitiría la comunicación de Tizimín con Chichén Itzá en línea recta.

#### Transporte urbano
La comunicación Mérida y Valladolid se realiza principalmente mediante autobuses. El transporte a localidades cercanas se realiza principalmente por furgonetas. Este tipo de transporte facilita sobre todo los viajes a Mérida, Espita, Panabá y Sucilá. También se puede llegar a estas localidades mediante taxis, siendo el principal medio de transporte que comunica a la ciudad con Valladolid.

##### Va y Ven

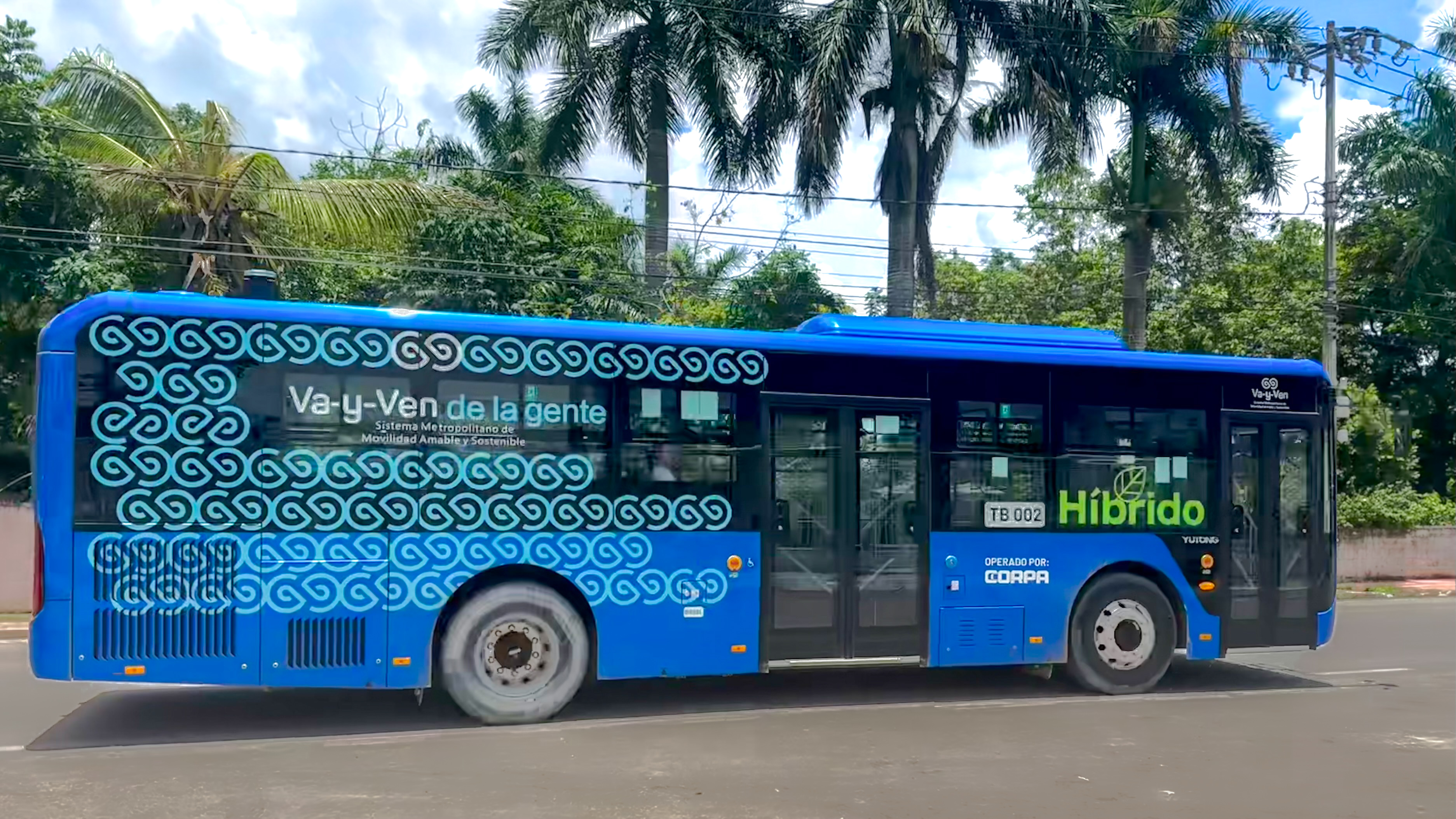
Autobús de Va y Ven en la ciudad.

Desde el 25 de mayo de 2024 inició el servicio de transporte público Va y Ven con tres rutas en la ciudad, el cual consta de autobuses híbridos con servicios de aire acondicionado, cargadores USB, pantallas, rack para bicicletas y ubicación en tiempo real desde la aplicación móvil Va-y-ven.
Rutas
- Ruta 1051 Santo Domingo Sur
- Ruta 1052 COBAY - Polifuncional
- Ruta 1053 CONALEP - Maquiladoras
- Ruta 1054 CONALEP - Maquiladoras - Telesecundaria

### Medios de comunicación
Prensa escrita
En la localidad circula la edición diaria del Diario de Yucatán y del diario Por Esto!.
Radio
En la ciudad hay solo una estación de radio. Candela Tizimín, bajo la estación XEUP-AM, transmite en el 790 kHz de A.M. y simultáneamente en F.M. en el 96.3 con 6,000 Watts de potencia bajo la estación XHUP-FM. Las antenas de dicha estación se localizan en la carretera Tizimín-Colonia Yucatán. Sin embargo a la localidad llega la señal de la estación del vecino municipio de Valladolid (Yucatán)  La estación Poderosa de Oriente con las siglas XHMET-FM, pertenece a la cadena de radio Grupo Rivas y transmite para Tizimín y todas sus comisarías en el 91.9 F.M. con 25,000 Watts de potencia; sus instalaciones están ubicadas en Carretera Tizimín - Valladolid.  También existe una repetidora de Radio Universidad (XHMIN-FM) en el 94.5 de FM y que transmite con 1,000 Watts de potencia, transmitiendo desde el edificio de la Unidad Multidisciplinaria Tizimín.
Televisión
Antenas repetidoras de Televisión Azteca y Televisa. Cuenta con sistema local de televisión por cable, el cual tiene su propio canal (Canal 96) con programación local, noticieros, publicidad y programas hechos en la ciudad.
Telefonía
La ciudad cuenta con señal de Telcel, Movistar, y de AT&T México.

## Cultura

### Instalaciones culturales
Bibliotecas
Tizimín cuenta con varios equipamientos culturales, entre los cuales se encuentran 3 bibliotecas municipales. La Biblioteca Pública Municipal Dr. Juan Rivero Gutiérrez cuenta con servicios de sala general, sala de consulta, sala infantil, módulo de servicios digitales, sala de cómputo, Internet y videoteca. La Biblioteca Pública Municipal Adolfo López Mateos cuenta con servicios de sala general, sala de consulta y sala infantil. La Biblioteca Pública Municipal Porfirio Matos García cuenta con servicios de sala general, sala de consulta, sala infantil y módulo de servicios digitales.

### Patrimonio cultural inmaterial

#### Festividades religiosas
Anualmente se lleva a cabo la fiesta de los Reyes magos, esta es la celebración más importante y representativa de la ciudad. Sus orígenes se remontan a tiempos prehispánicos cuando eran adorados los dioses mayas de la lluvia, el campo y el aire. Después de la conquista, durante la época virreinal, los frailes franciscanos construyeron en 1666 la parroquia de los Santos Reyes, en torno a la cual se festejaban las fiestas religiosas relativas al nacimiento de Cristo, que con el tiempo se fueron popularizando y ampliando hasta convertirse en tradición.

Iglesia de Tizimín
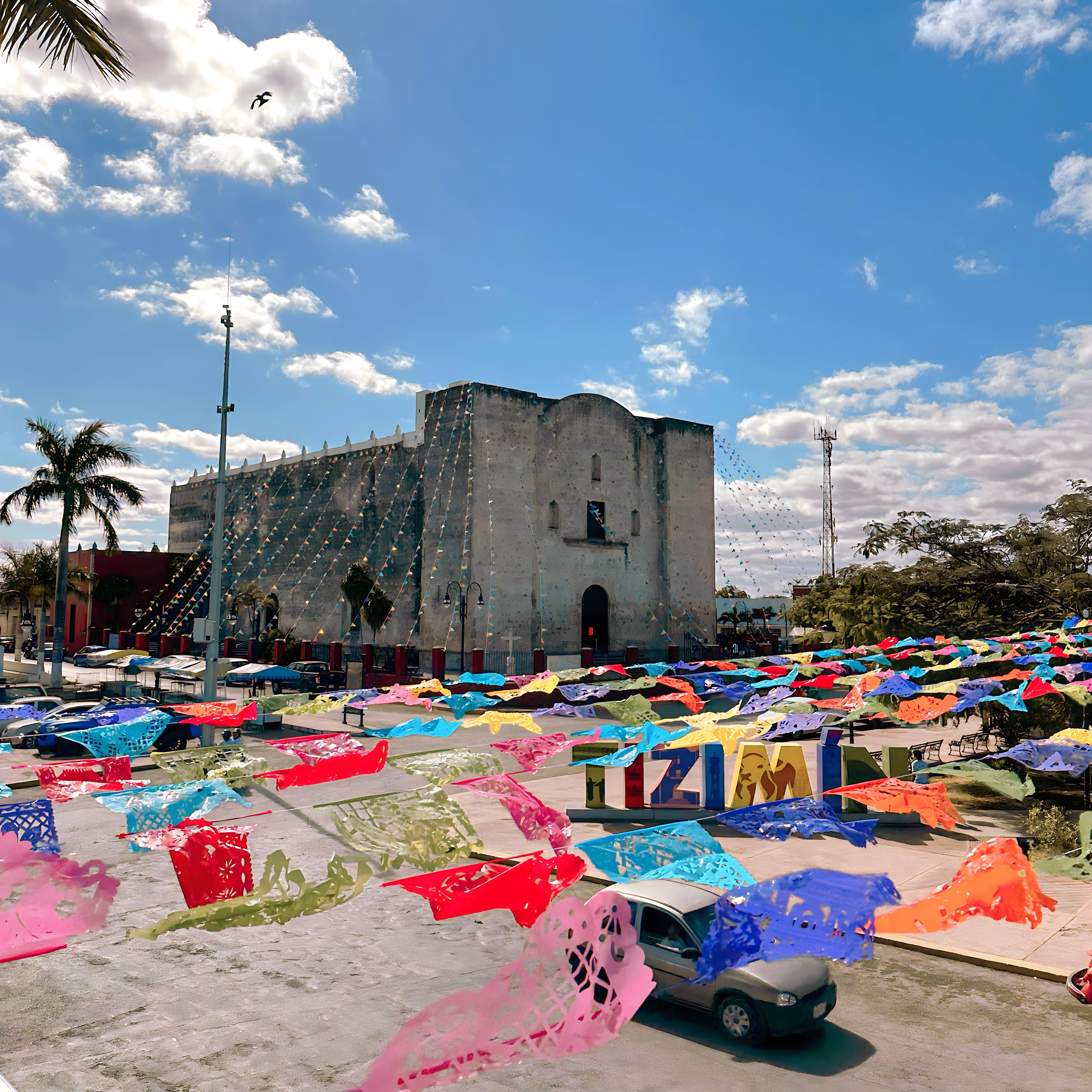
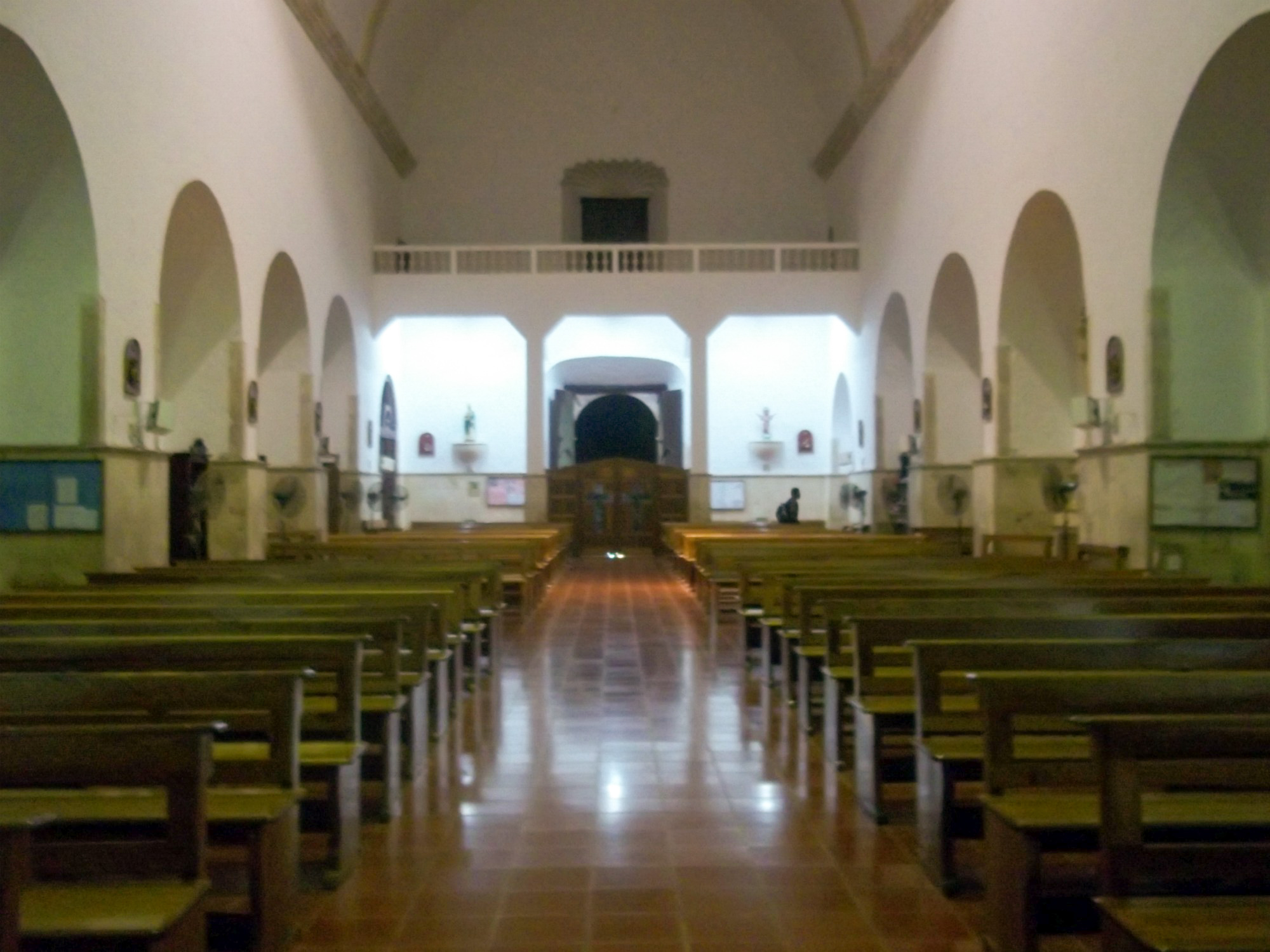
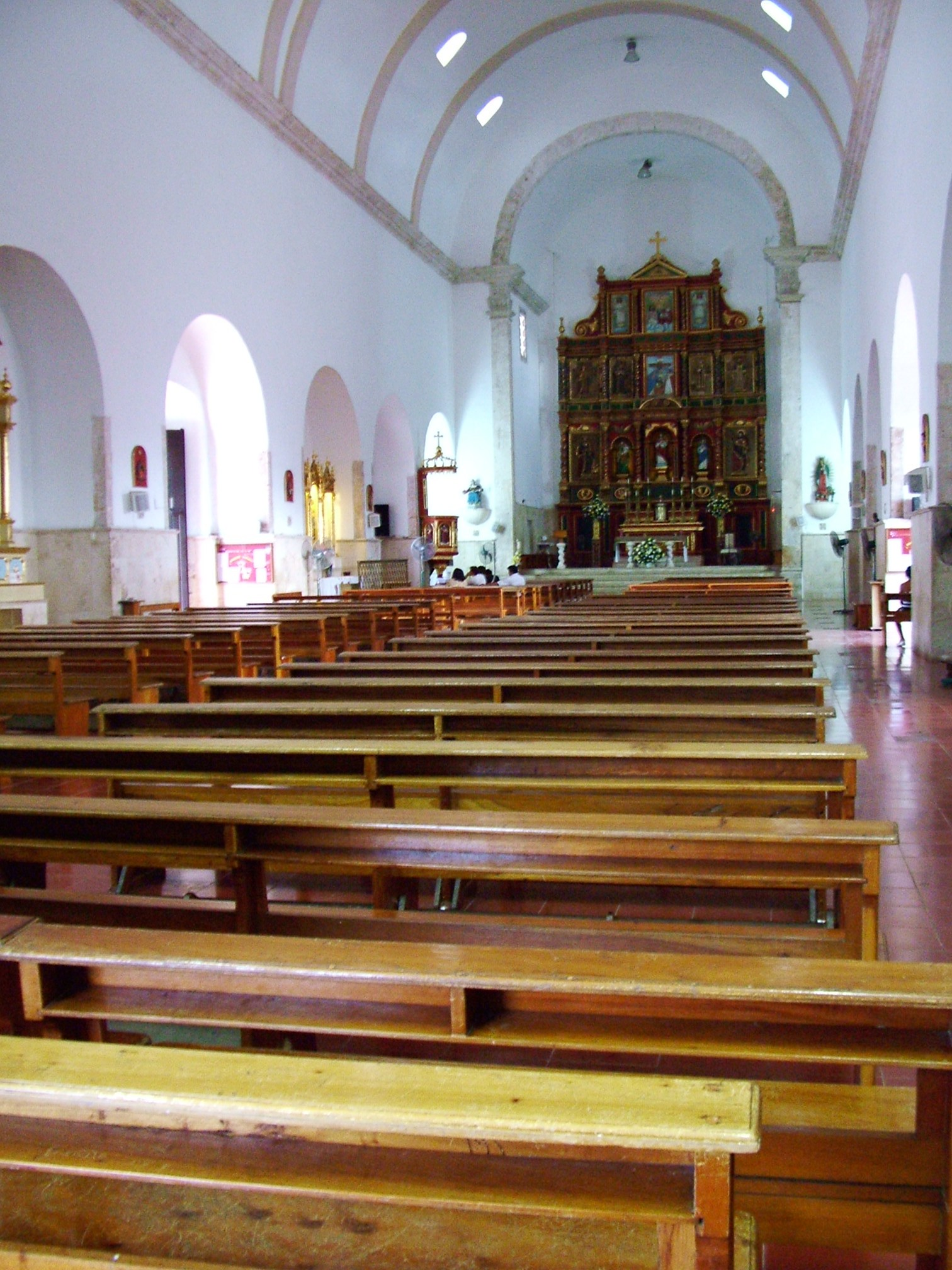
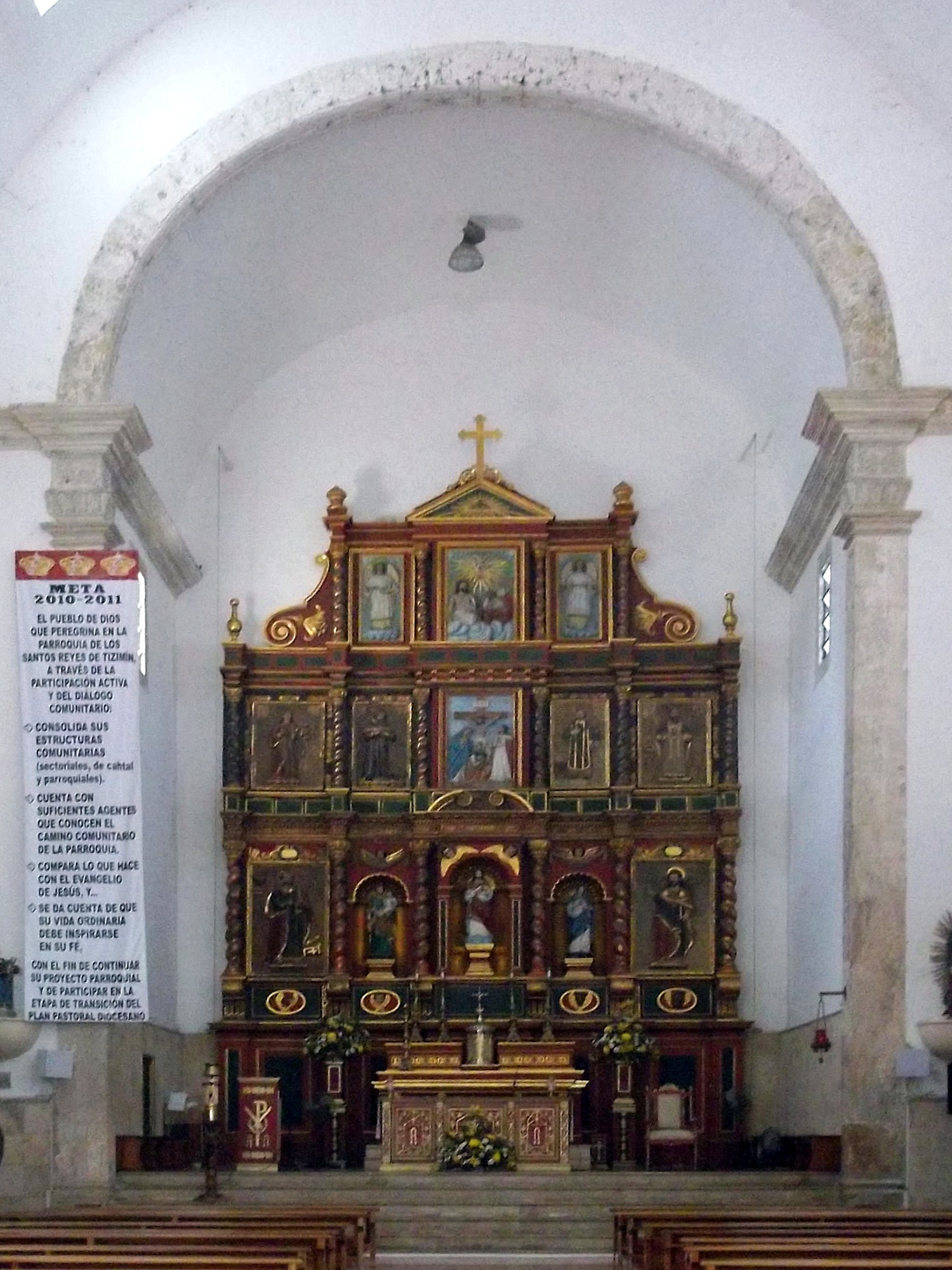

#### Feria de Tizimín
Simultáneamente a la festividad religiosa en honor a los Reyes Magos se ha ido instalando, a manera de fiesta regional, la Fiesta de los Reyes Magos de Tizimín que se desarrolla como exposición agrícola, ganadera, industrial y artesanal y se lleva a cabo del 29 de diciembre al 6 de enero. La feria se realizaba en el centro de la ciudad, hasta enero de 2006, cuando fue trasladada al recién construido Recinto Ferial.

### Eventos

#### RécordGuinnessTizimín 2020
El 6 de enero de 2020, la ciudad de Tizimín bajo el proyecto "Hagamos Magia", alcanzó el récord Guinness por la línea de panes más larga del mundo con una longitud de 3,009.52 metros, superando los 2,065.43 metros logrados por la ciudad de Saltillo en el 2019. 
Para su elaboración colaboraron aproximadamente  40 panaderos usaron 2,6 toneladas de harina, más de 13,500 huevos, 50 kilos de levadura, 50 kilos de sal, 625 litros de leche, 500 kilos de acitrón, 187 kilos de mantequilla, 187 kilos de manteca vegetal “para el adorno” y 100 kilos de azúcar. Por la extensión del pan, se colocaron 19 mil muñequitos de plástico, 24 muñequitos elaborados en barro por los alfareros de Ticul, 10 más que fueron réplicas mayas y uno de oro.
Fueron cuatro las panaderías que participaron junto al voluntariado de más de 750 jóvenes de diversas instituciones educativas que participaron para lograr el récord. Las panaderías participantes fueron La mejor, El Angel de Oro, ambas con mil metros de rosca cada una, además de La Amistad y La Reforma que aportaron 600 y 400 metros respectivamente.

Récord Guinness Tizimín 2020
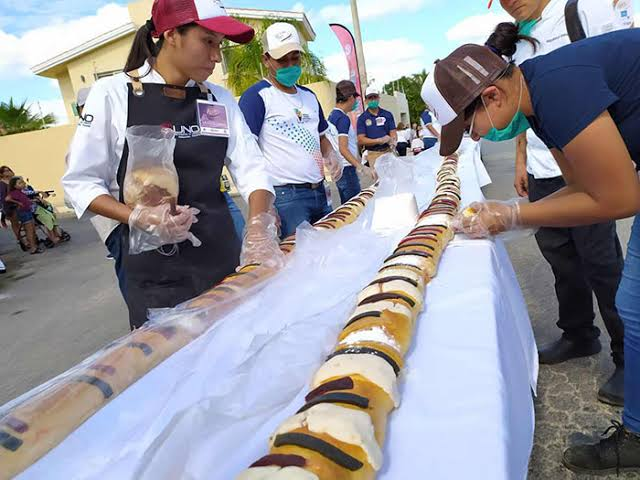
Iniciando los preparativos
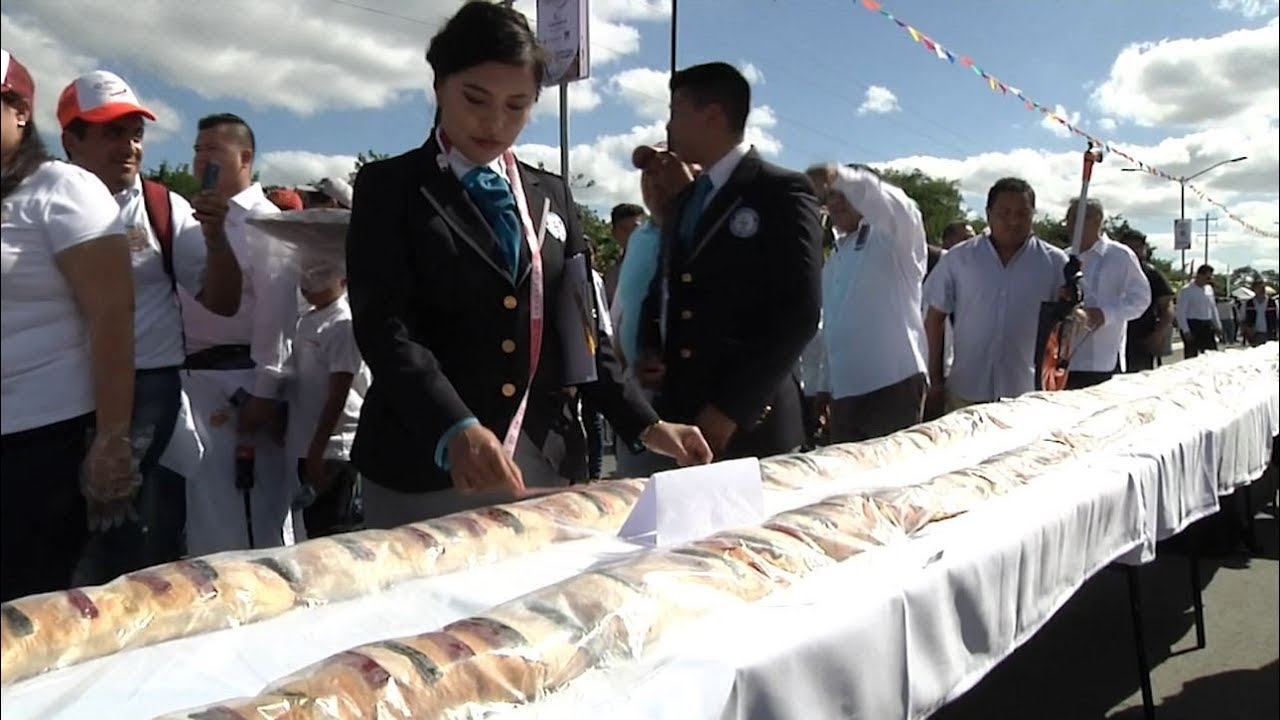
Los jueces revisando cada detalle
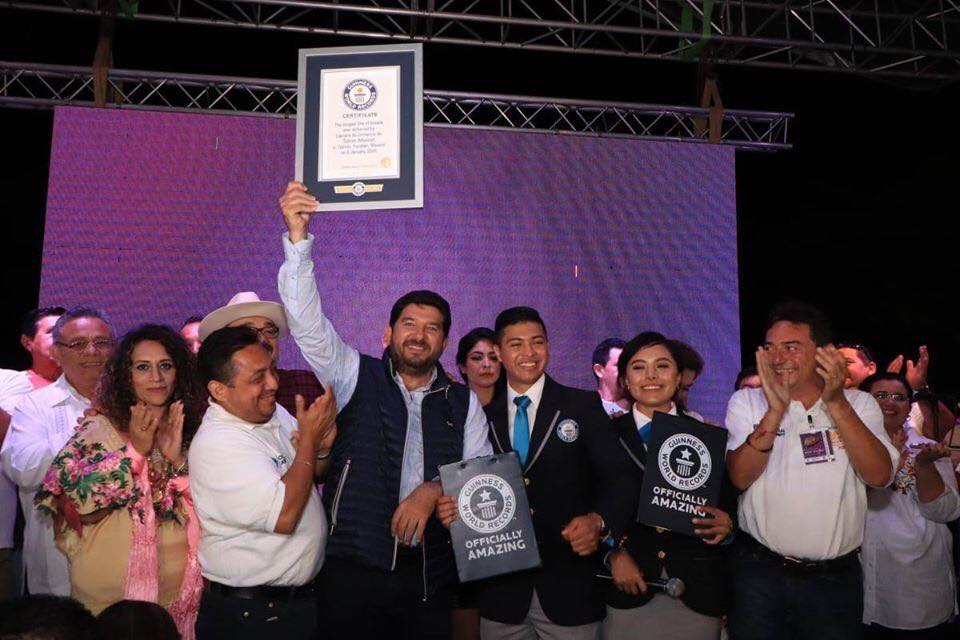
Se recibe oficialmente el dictamen

## Deporte

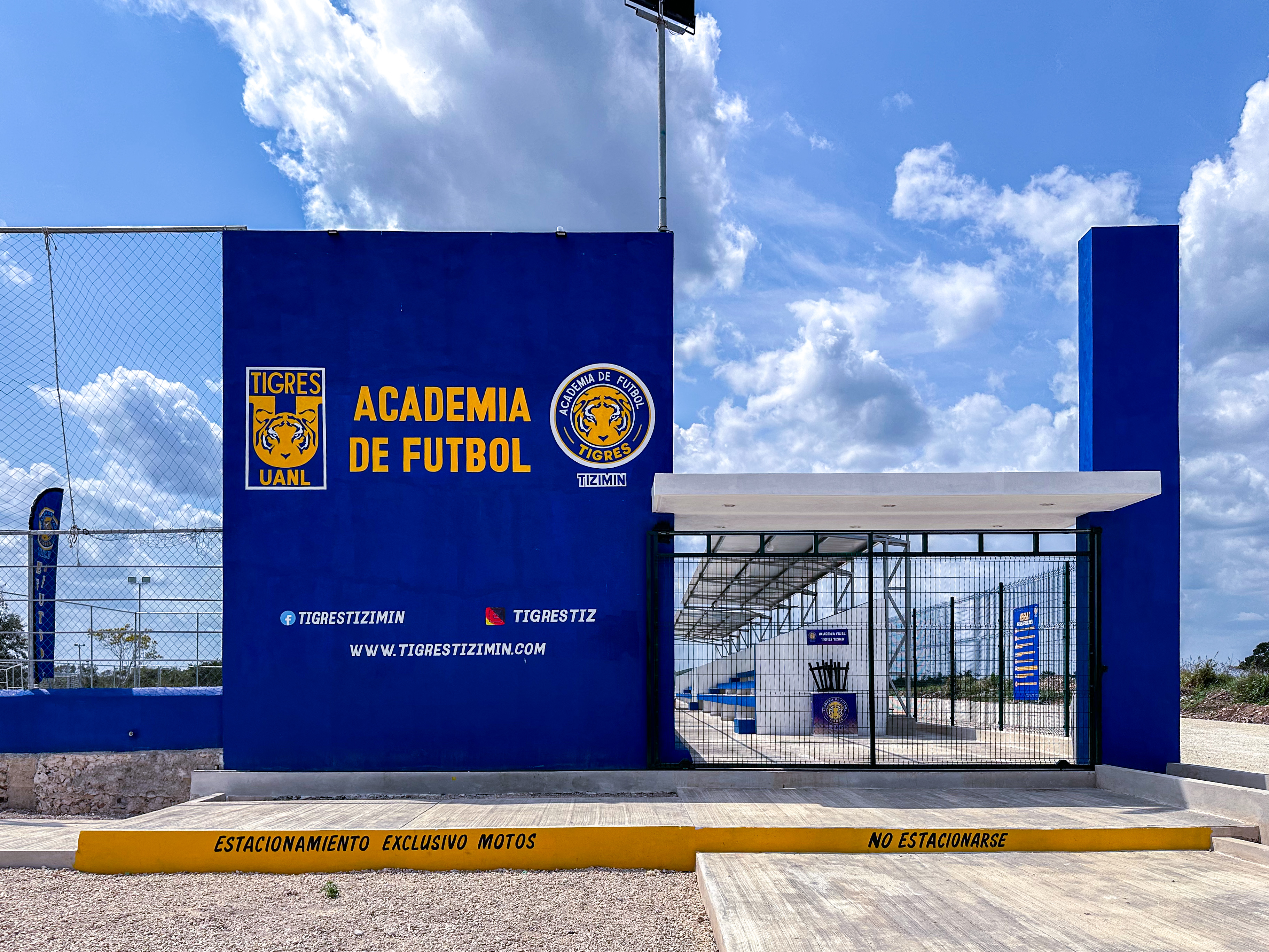
Academia de fútbol de Tigres de la UANL en la ciudad.

Tizimín es una ciudad con una comunidad deportiva activa y diversa, con eventos y programas que promueven la participación en una variedad de deportes. En contraste con el contexto nacional, los deportes olímpicos son tan populares como el fútbol. Al igual que en el resto de Yucatán, el béisbol es un deporte con una gran cantidad de aficionados. En la ciudad se encuentran espacios deportivos diversos, destacando campos de béisbol, canchas de básquetbol y canchas de voleibol. En menor medida, se encuentran espacios dedicados al fútbol y al tenis.
La ciudad ha sido un destacado centro de desarrollo en disciplinas como lucha olímpica, halterofilia, atletismo, boxeo y tiro con arco. En estas disciplinas se han obtenidos medallas a nivel estatal, nacional, e internacional.
Destaca la disciplina de tiro con arco, donde deportistas tizimileños han obtenido medallas en varias ediciones de los Juegos Panamericanos. En la ciudad se organiza el "Torneo de Reyes de Tiro con Arco", siendo un referente en este deporte a nivel nacional.
La lucha olímpica es otro deporte destacado. En la ciudad se encuentra el Club Gladiadores, que entrena jóvenes tizimileños, los cuales han ganado medallas estatales, y nacionales. El Club Gladiadores organiza el "Torneo de Reyes de Luchas Asociadas" de manera anual en el mes de septiembre.
El ayuntamiento de Tizimín organiza la "Copa Reyes de Básquetbol", un evento deportivo que reúne equipos de básquetbol en varias categorías, provenientes de Yucatán, Campeche y Quintana Roo. La edición de 2024 contó con 100 equipos participantes y 1500 jugadores.
En cuanto al fútbol, Tizimín tiene una filial de la "Academia de fútbol de Tigres de la UANL". Inició en 2021 y entrena jóvenes en 7 categorías, la sede cuenta con instalaciones equipadas y es un referente en la región para la práctica organizada del fútbol.
La Universidad Autónoma de Yucatán celebra anualmente el aniversario de la Unidad Multidisciplinaria Tizimín, organizando actividades culturales y deportivas. En el marco de las celebraciones, se realiza una carrera con varias categorías y distancias.

## Ciudades hermanadas
Las ciudades hermanadas son aquellas que han firmado y ratificado tratados de cooperación internacional para promover lazos socioculturales, los cuales tienen una fecha de vigencia establecida que necesita ser renovada y requieren de la constante comunicación entre las partes relacionadas.
La ciudad tuvo un lazo de ciudad hermanada con la localidad de Evansville desde mayo de 2011, avalado por Sister Cities International. Sin embargo, el acuerdo no fue renovado y no tiene vigencia actualmente. No se han hecho públicos otros tratados de la ciudad por medios oficiales del gobierno local o por instancias internacionales.